# Sparre (efternamn)
Sparre är ett svenskt, danskt och norskt efternamn. 

## Personer med efternamnet Sparre

### A
- Aage Jepsen Sparre (1462–1540), dansk ärkebiskop
- Anna Sparre (1906–1993), författare
- Axel Sparre (olika betydelser)
  - Axel Sparre (1652–1728), greve, militär och konstnär
  - Axel Sparre (1620–1679), friherre, riksråd och landshövding
  - Axel Sparre (1674–1715), friherre, överstelöjtnant och möjligen konstnär

### B
- Beata Sparre (1662–1724), hovfunktionär
- Bengt Sparre – flera personer
  - Bengt Sparre (1570–1632), ryttmästare, ståthållare och häradshövding
  - Bengt Sparre (1728–1810), diplomat, hovman och målare
  - Bengt Sparre (diplomat)  (1942–2018)
  - Bengt Franc-Sparre (1774–1837), greve, generallöjtnant och tecknare
- Birgit Th. Sparre (1903–1984), författare
- Brita Christina Sparre (1720–1776)), hovfunktionär
- Brita Christina Sparre (1741–1766), grevinna och målare

### C
- Carl Sparre (olika betydelser)
  - Carl Sparre (1723–1791), friherre, landshövding, generalmajor och politiker
  - Carl Sparre (1595–1632), ämbetsman
  - Carl Sparre (1627–1702), friherre, landshövding, general och bruksägare
  - Carl Sparre (1648–1716), friherre, kammarherre, målare och tecknare
  - Carl Axel Ambjörn Sparre(1839–1910), friherre, kapten och målare
  - Carl Georg Sparre (1790–1852), greve och jurist
  - Carl Gustaf Sparre (1688–1741), friherre, militär, diplomat och riksråd
  - Carl Hans Sparre (1704–1770), greve och amiral
- Casimir Sparre (1795–1866), friherre, kammarherre och militär
- Catharina Sparre (1620–1698), målare
- Celie Sparre (född 1987), skådespelare
- Charlotta Sparre (diplomat) (född 1965)
- Christian Sparre (1859–1940), norsk sjömilitär
- Claes Sparre (1673–1733), överamiral
- Clas Sparre (1898–1948), greve, ingenjör och flygare

### E
- Ebba Sparre (1626–1662), hovdam, drottning Kristinas gunstling
- Ebba Sparre (konstnär) (1764–1837), grevinna, målare och tecknare
- Emma Sparre (1851–1913), friherrinna, konstnär och diktare
- Eric Samuel Sparre (1776–1843), greve och ämbetsman
- Erik Sparre – flera personer
  - Erik Sparre (1550–1600), rikskansler och riksråd, avrättad vid Linköpings blodbad
  - Erik Sparre (1618–1673), rriherre och riksråd
  - Erik Sparre (1628-1678), friherre, diplomat och landshövding
  - Erik Sparre (1816–1886), greve, ämbetsman och politiker
  - Erik Sparre (författare) (1871–1950), sjökapten och författare
  - Erik Sparre (militär) (1682–1716), militär och konstnär
  - Erik Sparre af Sundby (1665–1726), greve, fältmarskalk, risråd och tecknare
  - Erik Arvid Sparre (1707–1775), greve och amiral

### F
- Fredric Ulric Sparre (1719–1777), militär och riksråd
- Fredrik Sparre (1731–1803), greve, rikskansler och ämgbetsman
- Fredrik Adolf Ulrik Sparre (1746–1812), militär och godsägare
- Fredrik Henrik Sparre (1691–1764), friherre, generallöjtnant och landshövding

### G
- Gabriel Erik Sparre (1726–1804), friherre och landshövding
- Gustaf Sparre  – flera personer
  - Gustaf Sparre (1625–1689), friherre, diplomat och ämbetsman
  - Gustaf Sparre (justitiestatsminister) (1802–1886)
  - Gustaf Adolf Sparre – flera personer
    - Gustaf Adolf Sparre (1746–1794), greve och konstsamlare
    - Gustaf Adolph Sparre (1649–1692), friherre och amiral

### H
- Hans Jacob Sparre (1861–1937), norsk arkitekt
- Hebbla Sparre (1490–1571), godsägare

### J
- Johan Sparre  – flera personer
  - Johan Sparre (1551–1599), ståthållare
  - Johan Sparre (1587–1632), riksråd och lantmarskalk
  - Johan Sparre af Söfdeborg /1715–1791), greve och militär
- Josephine Sparre (1829–1892), gfdvinna, hovfunktionär och mätress
- Jöran Sparre  – flera personer
  - Jöran Sparre (1611–1657), ämbetsman och landshövding
  - Jöran Sparre (1530–1586), storman

### K
- Karl Vilhelm Sparre (1661–1709), friherre och militär
- Knut Sparre (1835–1929), friherre, militär, ämbetsman och politiker
- Knut Gustaf Sparre (1684–1733), friherre och militär
- Konrad Sparre(1680–1744), friherre och militär

### L
- Lars Sparre  – flera personer
  - Lars Sparre (1590–1644), lantmarskalk, landshövding och riksråd
  - Lars Sparre (1864–1947), friherre och generallöjtnant
- Lotta Sparre (1719–1795), grevinna och hovdam
- Louis Sparre (1863–1964), greve, konstnär och författare
- Lovisa Sparre (1852–1937), grevinna och hovfunktionär

### M
- Mourids Jepsen Sparre (1480–1534), dansk ämbetsman och riksråd

### O
- Ole Jacob Sparre (1831–1889), norsk läkare och politiker

### P
- P.A. Sparre (1828–1921), greve och uppfinnare
- Peder Sparre (1592–1647), friherre, lagman och riksråd
- Pehr Sparre (1790–1871), greve, militär, författare och tecknare
- Per Sparre  – flera personer
  - Per Sparre (1628–1692), friherre, riksråd, general
  - Per Sparre (1633–1669), friherre, lantmarskalk, ämbetsman och diplomat

### R
- Rutger Axel Sparre (1712–1751), greve och hovmarskalk

### S
- Sigrid Sparre (1825–1910), hovfröken, känd för sin relation till kronprins Karl, senare Karl XV
- Sixten Sparre (1854–1889), löjtnant, känd för sin relation till Elvira Madigan
- Sixten Sparre (ingenjör) (1870–1950), väg- och vattenbyggnadsingenjör
- Sixten David Sparre (1787–1843), friherre och generalmajor
- Svante Sparre (1623–1652), friherre, landshövding och lantmarskalk

### T
- Ture Sparre  – flera personer
  - Ture Sparre (1593–1664), friherre, landshövding, lagman och riksråd
  - Ture Sparre (1654–1683), friherre och militär

### U
- Ulf Carl Sparre (1866–1928), friherre och amiral
- Ulrika Sparre (född 1974), konstnär

### V
- Victor Sparre (1919–2008), norsk bildkonstnär
- Viktor Sparre (1823–1895), major, målare och tecknare

### W
- Wendela Gustafva Sparre (1772–1855), brodös och konstakademiledamot
- Wilhelmine von Sparre (1772–1839), tysk brevskrivare